# 기독교 신학
기독교 신학(基督敎神學, Christian theology)은 기독교 신앙과 교회를 위한 학문이며 기독교의 학문적 연구로서 신학이다. 기독교는 예수 그리스도에 대한 신뢰를 신앙의 전제조건으로 두고 있으므로, 일반적인 종교학과는 차별된다. 기독교 신학은 발생한 시대와 문화에 발맞춰 진행되었던 관계로 시대와 문화를 통시적으로 아우르는 획일적인 규범이 되는 신학은 존재하지 않는다.
기독교 신학을 다루는 신학자는 성서에 대하여 주석을 남기고, 구약 및 신약 성경 및 신학적 정통과 역사적인 문헌에서 나타나는 주장들의 내용을 분석하여 이해도를 높이며, 강해를 수행하여 기독교 교리를 변호하고 보완한다. (신학적 해석학)
기독교 신학은, 신학자로 하여금 기독교가 말하는 진리에 대해 이해를 높히게 하며 기독교와 여타의 전통을 비교할 수 있게 해주며, 기독교에 대한 비판으로부터 기독교를 수호하며, 선교를 수행하여
시대의 필요에 부흥할 수 있도록 해준다.

## 성격별 분류
기독교 신학은 유대 종교(헤브라이즘)에서 유래한 여호와 하나님을 믿는 유일신 신앙이, 하나님의 아들 나사렛 예수를 믿는 이들에 의해 '예수'를 하나님의 아들로 메시야인 그리스도로 고백하는 제자들과 후에 사도 바울이 그 신앙을 체계화 하면서 시작되었다. 따라서 최초의 기독교 신학자는 바울이라고 보는 학자도 있다. 그 후 성서와 전통보다는 인간의 종교적 감정과 경험을 강조하는 자유주의 신학의 등장 이전까지 기독교 신학은 교리를 제정하고,  그 교리를 성경신학으로 검증하고 변호하는 교의학 즉 오늘날의 조직신학을 의미했다.
오늘날에는 크게 "이론신학"과 "실천신학"으로 나누어 볼 수 있다. 성서본문을 연구하는 성서신학, 교회 역사에서 논의된 회의와 신학적 주제들에 대한 연구학문으로 역사신학(교회사), 하나님, 인간, 교회등과 같은 성서의 주제들에 대한 체계적인 연구와 과거 교리들에 뿌리를 둔 조직신학 같은 "이론 신학"이 있다. 그리고 현실적인 문제를 다루는 타학문과의 결합이나 교회의 현실적인 문제에 대한 고찰을 통해, 오늘날 기독교의 신념을 어떻게 현실에 적용시킬 것인지를 논하는 "실천신학"이 있다. "실천신학"에는 기독교 신앙/신학과 교육학이 결합한 기독교교육학, 심리학과 결합한 목회상담학, 조직신학에 갈라져 나온 기독교윤리학이 있으며, 교회의 현실적 과제를 다루는 설교학, 선교학, 예전학 등이 있다.

## 신학이란 학문의 정의
신학은 신을 뜻하는 "theo-"와 학문을 뜻하는 "-logy"의 합성어로서 말 그대로 삼위일체 하나님에 대한 모든 연구이며, 좁은 의미로서는 사람이 된 하나님의 말씀인 예수 그리스도를 통하여 창조하고 구원하고 구원을 완성하는 하나님의 구속사에 대한 연구이자 경외이다. 모든 인간은 궁극적으로 신학자의 관점을 다 가지고 있다. 세계와 우주, 자연과 질서, 우리의 모든 삶에서 보고 느끼고 관찰하는 모든 것들이 결국 신학적 행위로 연결되어 있다. 이것은 인간이 하나님의 형상대로 창조함을 받은 존재로서 그 마음에 종교의 씨앗이 있기 때문이다. 인간의 행위가 종교와 연결이 안되는 것이 없다. 인간 모두는 하나님을 직접적으로(성서), 간접적(일반계시)으로 배우는 존재이다. 실제로 성공회 신학자인 존 스토트 신부는 하나님께서 하나님의 말씀인 성경과 그분의 창조세계인 자연을 통해 자신을 드러낸다고 말한다.

## 신학의 본질
기독교 신학은 철학이 아니며, 종교학도 아니며, 윤리학이나 심리학도 아니다. 신학의 참된 본질은 신의 참된 존재와 신의 창조 역사를 성경을 통하여 탐구하는 것에서 참된 의의를 찾는다.

## 신학의 목적
기독교 신학은 책상에서의 사색적 활동도, 추상적 개념에 대한 철학적 논의도 아니다. 신학의 연구의 목적은 창조주 하나님과 구속주 하나님을 올바르게 이해하고 소개하는 활동이다. 신학은 또한 기독교인의 삶에서의 체험에서 얻어진다. 고대교회의 신학자요 사도인 성 바울의 신학은 그가 성도의 사귐(사도신조 참조)을 나누던 교회들이 겪고 있는 문제들, 로마제국이 제국의 유지를 위해 민중들을 억압하고 착취하면서도 로마의 평화와 로마제국의 황제를 신격화하는 제국신학으로 은폐하는 문제라는 현실속의 문제들에 대한 기독교적인 해석과 저항이었다. 즉, 신학의 목적은 우리가 사는 사회의 현상들과 지배질서를 기독교 사상으로 해석하고 극복하려는 것에 있다.

## 신학의 의의
신학은 진실로 학문의 가치에 있어서 어떤 학문보다도 더 소중하고 우리 인간에 참된 소망의 학문이다. 신학은 창조와 구속의 하나님을 배우고 그를 증거하기에 귀중한 의미가 있으며 무엇보다도 신학의 중심이신 예수 그리스도를 통하여 인간의 근본적인 죄의 문제를 해결하고 영생을 얻는 크나큰 기쁨을 누리는 학문이다. 이 감격으로 복된 소식을 온 세상에 증거하는 제자의 삶을 살 가치를 갖게 된다. 마태 28:19-20 “ 죄의 용서와 구원의 은혜 그리고 영원한 생명의 삶에 대한 의미를 부여하는 것이다. 신학의 의의는 죄인이 변화되어 창조주를 만나 그 분의 의지에 맞게 창조 세계에서 인류가 하나님의 기쁘신 목적을 이루도록 하는 것이다.

## 신학방법론(신학을 어떻게 세워가나)

### 성서의 유추(analogia scripturae)
신학은 과학적 연구의 학문이 아니며, 신비적인 세계를 서술하는 것도 아니다. 신학은 기독교에서 하나님이 말씀하신 계시로 믿는 기독교의 경전인 성경을 기초로 그 학문의 타당성을 가지며 성서의 방법에 따라 신학의 본질과 목적을 이루어 가야 한다. 성서는 신학의 유일한 원천(fons or principium unicum)이라고 한다. 그러나 구미에 맞는 것만 선택하는(the cafeteria style)은 좋은 방법이 아니다. 종교개혁자들이 그리스도 신앙의 원천은 성서이지 교회가 아니라는 뜻에서 주장한 sola scriptura(오직 성서)는 신학하기의 전제이며, 해석의 시작이고 에벨링은 주장한다. 성경의 유추란 성경을 성경으로 해석하는 원리(scriptura sui ipsius interpres)이다. 성경 본문들을 전체 문맥에서 고려하여 해석하며 이해하는 방식이다. 신학자 안명준 교수에 의하면 칼빈의 성경해석학이 바로 이 원리에 근거하고 있다고 한다.

### 믿음의 유추(analogia fidei)
신학은 믿음의 학문이다. 물론 기독교는 이성적, 논리적, 과학적인 것을 배제하지 않는 종교이지만, 전능하시며 초월하신 분인 하나님을 우리의 이성적 논리로 모두 이해할 수 없다. 그러므로 기독교인은 하나님을 성육신하신 하나님이요 하나님의 공현(Epiphany)인 그리스도에 대한 믿음으로 만나며, 점차적으로 그분에 대한 지식을 가지게 된다. 성서는 믿음을 인간에게 나지 않고 오직 하나님이 주신 선물이라 했다.(그러므로 믿음은 들음에서 생기고, 들음은 그리스도를 전하는 말씀에서 비롯됩니다. /로마서 10:17, 표준새번역)

### 성령의 내적조명(testimonium spirtus sancti internum- John Calvin)
성령의 조명은 신학이 하나님의 계시와 교통해 가는데 있어서 절대적이다. 인간의 이성과 학문성의 한계를 극복하고, 성서저자들에게 영감을 주신 성령의 인도하심이 필요하다.

### 기도(prex)
기도란 절대 타자이신 하나님으로부터 자신의 소원을 응답받는 것이 아니다. 지속적으로 겸손하게 모든 사람의 아버지이신 하나님을 의뢰하는 믿음의 훈련이다. 하나님에 대한 경외 그리고 겸손 마지막으로 기도로서 신학의 자세를 가질 수 있다. 신학은 경건한 용어로 말하면 기도이다. 우리의 모든 것을 창조주와 구속주이신 그 분에게 감사와 찬양과 고백이다.

### 그리스도 중심성
성서는 그리스도 자신의 신학적인 방법을 보여 준 곳이 나타난다고 주장한다. 성서는 그리스도가 어떤 분인가를 이야기 형식으로 말하는 책이다. 로버트 L. 레이몬드(R. L. Raymond)는 누가복음서 4:16-21, 24:27, 요한복음서 5:46을 근거로 모든 신학적 활동이 최종적으로 그 분에게 이르도록 할 것이라고 말한다.

## 교의(신조, 신앙고백서)
기독교에서는 교리의 중요성을 늘 강조했으며, 성경과 교리를 동시에 교육하였다. 기독교의 범주와 전통을 형성한 보편공의회도 교리의 기준을 형성하기 위한 회의였다. 니케아-콘스탄티노폴리스 신경과 각 보편공의회의 교리적 결정사항은 기독교 신학을 이해하는 기준이자 지침이다.
그러나 신복음주의와 근본주의에서 교리보다도 신앙만 강조하는 경향은 위험하다. 이런 위험을 경계하고 교리의 중요성을 강조하는 신복음주의 신학자들인 개혁교회의 마이클 호턴 목사와 성공회 존 스토트 신부는 웨스트민스터 신앙고백, 아우구스부르크 신앙고백, 니케아신조, 사도신조 등의 전통적인 교의들은 기독교인이 성서와 더불어 기독교 신앙의 기준과 안내가 된다고 보았다.
기독교인이 천주교 교인이든, 정교회 교인이든, 개신교 교인이든지 교단 구분 없이 기독교 교의 체계적으로 공부해야 하며, 교의는 기독교 신앙이 성서와 전통에 따르는 신앙을 위한 안전장치라고 이해해야 한다.

## 교의학 재료를 분류하는 방법들의 한계
신학 방법은 먼저 하나님은 존재의 원리(principium essendi)이며, 하나님은 우리의 모든 지식의 원천이요 근원이라는 것을 인식하는 것이다. 신학방법을 전개하는데 있어서 지식의 외적 원리(principium cognoscendi externum)로서 하나님의 특별계시가 매우 중요하다. 또한 신학방법을 위해서  지식의 내적 원리(principium cognoscendi internum)는 신앙이라는 것을 인정하는 것이다. 루이스 벌코프가 자신이 책 조직신학에 이 제시한 아래 5가지 틀 가운데 한 가지만 주장하여 신학을 전개한다면 좋지 못하다고 한다. 자신의 방법으로 하나님에 대한 계시를 논리적으로 신론에서 종말론까지 통일성을 산출하는 종합적 방법을 주장한다.
삼위일체적 방법
사도신경에서 인출, 약점으로 인간론과 구원론이 미흡하다.
분석적 방법
Calixtus는 신학의 궁극적 목적인이라고 생각하는 축복에서 시작하는데, 하느님의 영광보다 축복이 더 신학의 목적이 된다.
언약론적 방법
코게이우스(Coccejus)는 하느님과 인간의 언약 관계를 중심 강조만 한다. 신론과 인간론 중심으로 제한된다.
기독론적 방법
이 방법은 계시의 중심이 되지만 신학의 출발점이 되어서는 안된다.
왕국개념에 기초된 방법
리츨의 영향으로 왕국개념을 사용하게 되면 인간, 죄, 신인이신 그리스도에 대한 교리를 세우기에 문제가 있다고 한다.

## 신학 분야 및 분류
기독교는 313년 로마제국에서 공인한 이후 동일한 신학과 신앙고백을 유지하였으나, 11세기 교회 대분열 시기에 콘스탄티노폴리스, 알렉산드리아, 예루살렘, 안디오키아에서 로마지역이 정치적 이유로 분리되었다. 이후 교회가 양분되어 서방교회와 동방교회로 나뉘었고, 서방교회 지역인 서유럽과 북유럽은 16세기 종교개혁을 기점으로 서방교회는 '개혁 반대파' 전통으로 천주교(로마 가톨릭), 구천주교회, 독립천주교회, 반교황파 천주교회 등의 교단과 '개혁 찬성파' 전통으로는 루터교, 개혁교회(장로교), 성공회, 침례교, 감리교 등의 교단으로 구분되었다. 동일한 성경과 신조를 바탕으로 하지만, 각 교파별로 서로 다른 교리적 해석을 주장하면서 그에 관한 신학 사상을 정립해 나가게 되었다. 근대에 접어들면서, 과학의 발달을 비롯한 근현대 사상과의 만남에서 신학 사상이 발전였다. 또한 각 지역별로 자신의 상황에 맞는 기독교 신앙, 신학을 발전시키기도 하였다.

### 학제로서 신학분야

#### 이론신학
- 조직신학 : 기초 교리, 신론, 그리스도론, 교회론, 구원론 등의 조직신학 분야 연구와 교부신학, 중세 신학 등의 연구
- 기독교윤리학 : 사회와 개인 환경에서 기독교 교리를 바탕으로 기독교적 윤리관의 기준을 연구
- 성서신학 : 신약성경과 구약성경의 주석 및 본문, 역사 등을 활용한 비평적 연구
- 역사신학 : 교회 사건을 중심으로 중요한 신학적 배경과 교회의 활동을 연구

#### 실천신학
- 예배학 : 예배의 형식과 성례전과 예배의 핵심적 요소에 대한 연구와 실행
- 설교학 : 성경 주석을 바탕으로 시대에 맞는 바른 복음을 전하는 기법을 연구
- 기독교교육학: 교회학교의 운영과 학습계획, 지도에 대한 연구
- 선교학 : 교회의 복음을 사회에 전하기 위한 방식과 이론에 대한 연구
- 기독교상담학 : 복음에 따른 상담을 통해 문제를 인식하고 극복하게 돕는 기독교적 상담연구

### 교파별 신학
- 개혁신학
- 로마가톨릭 신학
- 개신교 신학
- 동방가톨릭 신학

### 신학사조
- 성서비평학
- 해석학적 신학
- 신정통주의
- 고전정통주의

### 지역별(제3세계) 신학
- 해방신학
- 민중신학

## 같이 보기
- 신학
- 신학자
- 조직신학
- 해석학적 신학
- 사신신학(死神神學, en:Death of God Theology)
- 신학방법론
- 장 칼뱅의 신학
- 사도신경
- 니케아 신경
- 칼세돈 신경
- 교회의 대분열
- 삼위일체
- 종교개혁
- 역사적 예수

### 신학자
- 사도 바울로
- 오리게네스
- 히포의 아우구스티누스
- 토마스 아퀴나스
- 마르틴 루터
- 장 칼뱅
- 존 웨슬리
- 프리드리히 슐라이어마허
- 카를 바르트
- 폴 틸리히
- 카를 라너
- 위르겐 몰트만

## 참고 문헌
- 안명준, 한눈에 보는 성경조직신학 (서울:기쁜날, 2014)